# Мавровска котловина
Мавровската котловина, Мавровското поле или Вруполе (на македонска литературна норма: Мавровска Котлина) е котловина в западната част на Северна Македония. Котловината е на надморска височина 1200 m и е най-високата в страната.
Котловината захваща повърхност от 92 km2 между планините Бистра на юг и ридовете на Шар Кожа и Кръстове на запад и изток. Превалът Бунец на изток, висок 1318 m, я свързва в Полога. През котловината минава пътят Скопие - Дебър и в нея са селищата Маврово, Никифорово, Леуново и Маврови ханове (Маврови Анови).
Произходът на полето е неотектонски и пред плиоцена тук е имало езеро. В 1957 година водите на Мавровската река са спрени и е създадено изкуственото Мавровско езеро, което залива по-голямата част от котловината.